# Ragù
Ragù (prononcé : [raˈɡu]) (du français « ragoût ») est un terme utilisé en Italie pour désigner une sauce, ou une substance, composée de divers ingrédients, variant selon les régions, mais toujours à base de viande, servant comme accompagnement des pâtes ou du gratin.
Par extension, le terme est employé à tort comme synonyme générique de sauce tomate, surtout dans l'Italie méridionale, où il est élaboré avec des morceaux entiers de viande et de paupiettes, au lieu de la viande hachée.
Le ragù typique de la cuisine italienne est le ragù bolognese.

## Étymologie
L'étymologie du mot provient du français « ragoût », substantif dérivé de « ragoûter », c'est-à-dire « réveiller l'appétit », et indiquait à l'origine des plats de viande mitonnée avec une abondante sauce, utilisée pour accompagner d'autres plats : en Italie, principalement des pâtes.
Pendant la période fasciste, le régime tenta, sans succès, d'« italianiser » le terme, car il n'était pas issu de l'italien et donc non conforme au vocabulaire fasciste, en le transformant en ragutto. 

## Histoire
En 1857, Carlo Dalbono présente le ragù pour la première fois dans son ouvrage Usi e costumi di Napoli (« Traditions et coutumes de Naples ») utilisé surtout comme une sauce tomate avec de la viande mijotée qui couvre le fromage sur les maccheroni, version rouge des cacio e pepe (fromage et poivre). La recette est inspirée des fameux ragoûts français qui sont devenus populaires en Italie quand les soldats français et Napoléon ont envahi la péninsule en 1796. Les aristocrates italiens fascinés par la culture et la cuisine française en ont alors profité pour inclure des recettes classiques françaises, comme le ragoût, dans leur répertoire.